# Klučov (hradiště)
Klučov je pravěké a raně středověké hradiště na severním okraji stejnojmenné obce v okrese Kolín. Nachází se na návrší zvaném Na Ptáčku nad říčkou Šemberou v nadmořské výšce 245 metrů a částečně zasahuje do katastrálního území Poříčany. Jeho nevýrazné pozůstatky jsou chráněné jako kulturní památka.

## Historie
Na lokalitě se nacházelo výšinné sídliště již v eneolitu. Další opevnění vzniklo ve starší době bronzové, ze které pochází nálezy artefaktů únětické kultury. Mladší raně středověké opevnění vzniklo v osmém nebo již na konci sedmého století, což řadí Klučov mezi nejstarší známá slovanská hradiště v Čechách. Na počátku devátého století vyhořela osada, která stávala na východním předpolí, a její prostor byl poté opevněn, čímž vzniklo předhradí. Hradiště zaniklo nejspíše násilným způsobem v polovině devátého století. Naposledy byla lokalita opevněna během husitských válek, kdy zde vznikl polní vojenský tábor obehnaný příkopem.

## Stavební podoba
Na místě hradiště se nacházejí sady a pole. Zemědělská činnost spolu s opuštěnými pískovnami na jižním okraji hradiště zničily většinu pozůstatků hradeb, ale rozsah a podobu opevnění známe díky rozsáhlému archeologickému výzkumu z poloviny dvacátého století.
Eneolitické sídliště bylo chráněné příkopem s klínovitým průřezem až 4,2 metru širokým a dva metry hlubokým. Opevnění ze starší doby bronzové tvořil až sedm metrů široký příkop a hradba s čelní a zadní dřevěnou stěnou. Opevněná plocha přibližně trojúhelného půdorysu měřila asi 1,6 hektaru.
Starší stavební fáze raně středověkého hradiště měřila 1,59 hektaru a přibližně se kryla s pravěkým opevněním. Terénní zbytky opevnění se dochovaly jen na západní straně hradiště. Tvořil je klínovitý příkop až 9,5 metru široký a v některých místech přes tři metry hluboký. Za ním se nacházel hliněný val, na kterém stála dřevěná hradba ze svislých kůlů a vodorovných fošen. Ve vzdálenosti čtyř až pěti metrů se před příkopem na jižní a východní straně nacházelo předsunuté opevnění ze svislých a šikmých kůlů. Není však jisté, jestli bylo součástí opevnění už ve starší nebo až v mladší fázi existence hradiště.
Na východní straně se před opevněním nacházela osada, jejíž opevnění nebylo doloženo. Po požáru vzniklo na jejím místě nově opevněné předhradí o rozloze přibližně jednoho hektaru. Chránila ji 4,5–5,5 metru široká dřevohlinitá hradba. Čelní i zadní strana hradby byla konstruována z dvojic svislých kůlů, mezi které byly vodorovně upevněny fošny. Prostor mezi oběma dřevěnými stěnami vyplňovala hlína. Před hradbou se nacházel příkop přerušený v místě vstupu. Ve středu brány stávala šestiboká dřevěná věž, po jejíchž stranách se nacházely úzké průchody do předhradí.